# Búrfell (berg i Island, Västfjordarna, lat 65,93, long -21,74)
Búrfell är ett berg i republiken Island. Det ligger i regionen Västfjordarna, i den nordvästra delen av landet, 200 km norr om huvudstaden Reykjavík. Toppen på Búrfell är 716 meter över havet.
Trakten runt Búrfell är nära nog obefolkad, med mindre än två invånare per kvadratkilometer. Det finns inga samhällen i närheten. Trakten runt Búrfell består i huvudsak av gräsmarker.